# Kerttu Horila
Kerttu Kaarina Horila, född 24 april 1946 i Idensalmi, är en finländsk skulptör och keramiker.
Horila studerade vid Fria konstskolan 1965, Konstindustriella yrkesskolan 1965–1968 och Konstindustriella läroverket 1968–1972. Hon ställde första gången ut 1979. Efter att ha utfört traditionella keramikföremål i litet format övergick hon i slutet av 1970-talet till keramikskulptur, först bl.a. fågelmotiv i röd lera och stengods. Sedan dess har hon främst blivit uppmärksammad för sina realistiska, ofta humoristiska skulpturer och reliefer i bränd lera. Hon har också framträtt som en livsbegrundande och filosofisk målare och tecknare, som på ett skickligt sätt kunnat kombinera måleriet med sin skulptur. Kvinnofigurer, ofta starkt erotiska, har tillhört hennes huvudmotiv både i hennes skulpturer och målningar.
Horila har även utfört scenografi för stadsteatern i Raumo, staden där hon alltid varit verksam, och verkat som lärare bl.a. vid Konstindustriella läroverket 1971–1972, vid Åbo universitet och Åbo ritskola 1994.
Hon har utfört flera offentliga keramikreliefer, bland annat i Raumo hälsocentral, Letala stadshus och Sastmola kommungård. Hon är representerad bland annat på Wäinö Aaltonens museum, Kiasma, Uleåborgs museum och Designmuseet i Helsingfors.